# Ukyo Katayama
Ukyo Katayama (片山 右京, Katayama Ukyō, Tóquio, 29 de maio de 1963) é um ex-automobilista japonês.
Ele é um dos muitos pilotos japoneses a tentar uma carreira na Fórmula 1 sem causar grande impacto. Apesar de todos estes fatores, Katayama era popular no paddock por seu constante bom humor e senso de autocrítica ("É possível fazer mais por este automóvel - o único problema é a minha direção!").

## Começo da carreira
Katayama foi o primeiro piloto de seu país a correr na Europa em 1986, na França, antes de retornar ao Japão e vencer a Fórmula 3000 local em 1991. Em 1989, disputou 4 etapas da Fórmula 3000 Internacional, largando em 2 e não se classificando em outros 2 pela Footwork (equipe homônima à que disputou a F-1 entre 1991 e 1996).

### Estreia na Fórmula 1, pela Larrousse
A Cabin Club, um dos patrocinadores de Katayama, arranjou um lugar para ele em 1992, na equipe Larrousse. O carro não era confiável e tinha um desempenho mediano, e seu companheiro de equipe, o belga Bertrand Gachot (que voltava a competir depois de 2 meses preso após uma briga de trânsito em Londres), ficava com a maioria dos escassos recursos da equipe. Porém, Katayama impressionou ao estar em 5.º lugar no Grande Prêmio do Canadá até o motor do seu carro estourar, e de obter dois 9.ºs lugares na temporada. Porém, a temporada de estreia foi também lembrada por duas colisões embaraçosas que também envolveram Gachot, em Montreal e em Suzuka.

### Desempenho na Tyrrell
A Cabin Club conseguiu arranjar uma troca com a tradicional Tyrrell para 1993, mas a escuderia, que também competiria com o experiente italiano Andrea de Cesaris, não vivia boa fase, com o provisório 020/C já com três anos de uso e o novo 021 não era competitivo. O 10.º lugar no Grande Prêmio da Hungria foi o máximo que Katayama obteve na temporada, em um ano no qual atraiu mais a atenção pelos acidentes em que se envolveu.
O ano de 1994 foi de recuperação para a Tyrrell e também para Katayama. Com o novo 022, conseguiu dois quintos lugares (Brasil e San Marino) e um sexto. Ele impressionou também pelos excelentes desempenhos nas qualificações para os Grandes Prêmios, largando na quinta posição do Grande Prêmio da Alemanha, no qual teve que abandonar a corrida na sexta volta quando era o terceiro colocado, por problemas no regulador do carro, e pela oportunidade de contar com outro experiente companheiro de equipe, o inglês Mark Blundell.

### Queda de rendimento e o diagnóstico de câncer

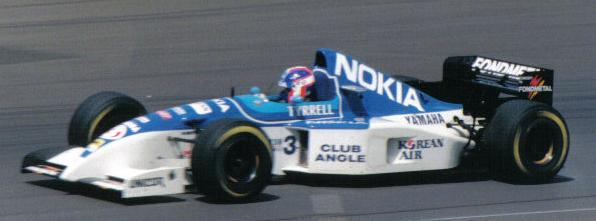
Katayama no GP da Inglaterra de 1995.

Ele renovou o contrato com a Tyrrell pelas duas próximas temporadas, mas apresentou uma queda no seu desempenho, sendo dois sétimos lugares os seus melhores resultados em 1995 e 1996. Seu companheiro de equipe, o finlandês Mika Salo, conseguiu ter um desempenho bem superior ao seu. Durante esses dois anos, o seu hábito de envolver-se em acidentes retornou, com um rodopio na largada do Grande Prêmio de Portugal, e, devido a sua baixa estatura, foi extremamente prejudicado pela decisão de aumentarem a altura das placas de proteção do cockpit, em resposta ao acidente que tirou a vida de Ayrton Senna. Porém, mais tarde surgiria a informação de que no final de 1994 ele havia sido diagnosticado com um câncer em suas costas. Devido aos compromissos na Fórmula 1, o tratamento foi retardado e ele sentia dores. Katayama não anunciou isso até sua aposentadoria da Fórmula 1, pois não queria que ninguém tivesse pena dele e servisse de desculpas para seu baixo desempenho.

## Última temporada e despedida
Após deixar a Tyrrell, a Mild Seven (outro patrocinador de Katayama) arranjou-lhe um lugar na Minardi para a temporada de 1997, mas a escuderia de Faenza não passava também por uma boa fase, e o japonês obteve 2 décimos lugares como seu melhor resultado.
No GP disputado em seu país, Katayama, visivelmente emocionado, anunciou sua retirada da Fórmula 1, aos 34 anos. A despedida foi no GP da Europa, onde chegou em 17.º lugar, a uma volta do vencedor, Mika Häkkinen.

### Paixão pelo montanhismo e desilusão nas 24 horas de Le Mans de 1999

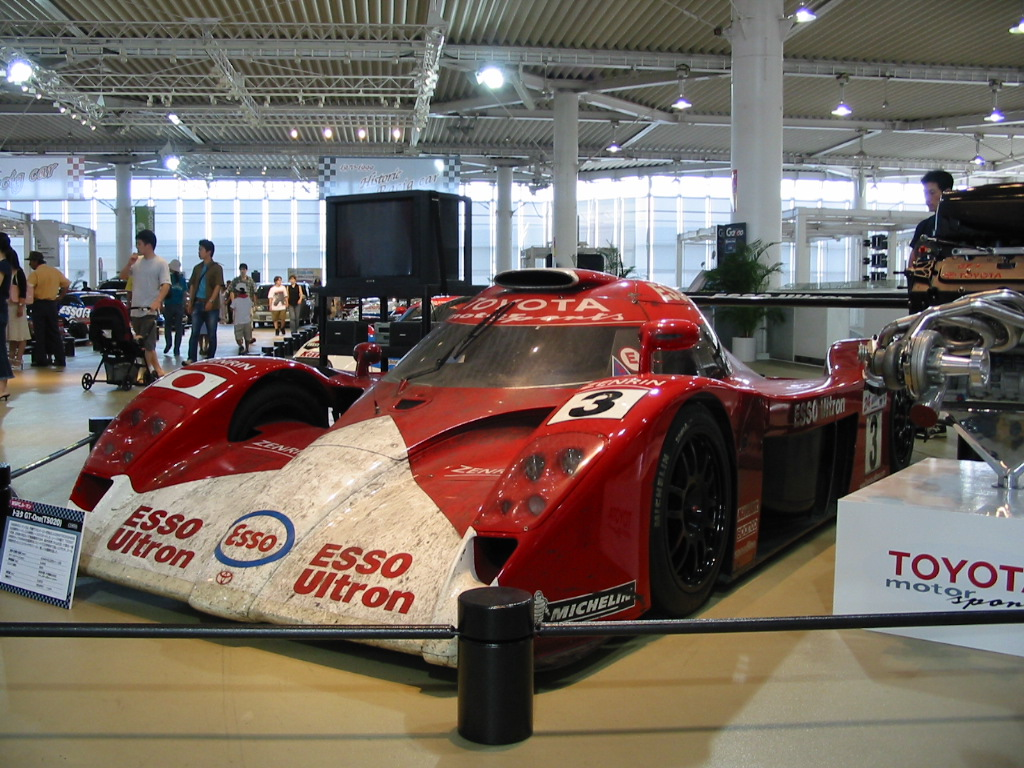
O Toyota GT-One, guiado por Katayama durante as 24 Horas de Le Mans em 1999.

Ainda popular em seu país natal, Katayama tem participado de corridas em carros esportivos e também em provas de Gran Turismo, bem como a sua outra paixão, o montanhismo, chegando a escalar o monte Manaslu (oitava montanha mais alta do mundo) depois de uma tentativa malsucedida em 2004. Em dezembro de 2009, o ex-piloto e 2 amigos (Eiichi Usami e Toshio Horikawa) desapareceram durante a escalada do Monte Fuji; Katayama foi encontrado vivo, enquanto os outros 2 alpinistas morreram.
Um dos seus melhores desempenhos, após ter deixado a F-1, foi nas 24 Horas de Le Mans de 1999, quando durante a última hora da corrida, em seu Toyota GT-One (nome alternativo do TS020) compartilhado com seus compatriotas, o "Dori king" Keiichi Tsuchiya e o competente Toshio Suzuki (também ex-piloto de Fórmula 1), no momento em que ele se distanciava do segundo colocado, uma BMW, seu carro teve um pneu furado e ele teve que retornar para a troca de pneus. Nesse processo, o GT-One perdeu a liderança e também a corrida. O GT-One terminaria na vice-liderança, uma volta atrás da vencedora BMW. Como prêmio de consolação, o trio venceria a classe LMGTP, na qual Katayama corria, embora ele tenha sido o único carro da classe a terminar a corrida.
Também participou de 7 edições do Rali Dakar, pilotando um Toyota Land Cruiser - em 2007, chegou a utilizar biodiesel a base de óleo de tempura como combustível.
Ele é freqüentemente chamado de "Kamikaze Ukyo", "Katagrama" ou simplesmente "Kamikaze".